# دیوی کراکت
دیوی استرن کراکت (به انگلیسی: Davy Crockett) (متولد ۱۷۸۶ در تنسی - متوفی ۱۸۳۶)، قهرمان ملی و افسانه‌ای، فرمانده نظامی، کاشف، و سیاست‌مدار آمریکایی بود.

## زندگی‌نامه
وی نماینده کنگره آمریکا از ایالت تنسی بین ۱۸۲۷–۱۸۳۱ بود.
در سال ۱۸۳۵، در هنگام متشنج شدن اوضاع تگزاس و اشغال آن منطقه بوسیله ارتش مکزیک، سرهنگ کراکت جهت کمک به نیروهای آمریکا شخصاً و داوطلبانه راهی تگزاس گردید.
وی که در انتخابات مجدد تنسی به دلیل مخالفت با لایحه طرح سرخ‌پوست زدایی اندرو جکسون شکست خورده بود، در آخرین روزهای خود در تنسی خطاب به سیاست‌مداران مخالف خود نوشت:
You may all go to Hell. I will go to Texas
همه‌تان می‌توانید بروید به جهنم. من یکی که می‌روم تگزاس.
وی در نبرد آلامو در قلعه آلامو در سن آنتونیو توسط ارتش ژنرال سانتا آنا (مکزیکی) محاصره و دستگیر شد. بر طبق یک روایت، سانتا آنا (که از قهرمان بودن کراکت در میان آمریکاییان مطلع بود) در ملاء عام به وی فرصت خواهش و تمنا کردن برای زنده ماندن داد. کراکت سر باز زد و با هرگونه تسلیمی مخالفت کرد. سانتا آنا سپس کراکت را تیرباران کرد.